# Kachol Lavan (Bündnis)
Kachol Lavan (hebräisch כחול לבן, deutsch: „Blau-Weiß“) war der Name einer gemeinsamen Liste der Parteien Jesch Atid, Chosen LeJisra’el und Telem bei den Knessetwahlen im April und im September 2019 sowie bei der Knessetwahl 2020. Jesh Atid und Telem verließen das Bündnis nach der Wahl im März 2020, so dass als einzige Partei Chosen LeJisra’el in der Fraktion von Kachol Lavan verblieb und unter diesem Namen bei der Knessetwahl 2021 antrat.

## Geschichte

### Entstehung
Die Liste war bei den Knessetwahlen 2019 und 2020 ein Bündnis folgender Parteien:
- Jesch Atid (hebräisch יש עתיד), angeführt von Jair Lapid und seit 2013 in der Knesset vertreten,
- Chosen LeJisra’el (hebräisch חוסן לישראל), gegründet am 27. Dezember 2018 von Benny Gantz, ehemaliger Generalstabschef der israelischen Streitkräfte,
- Telem (hebräisch תל״ם), Akronym für תנועה לאומית ממלכתית‎ – Tnua'a Leumit Mamlachtit (Nationale Staatsbewegung), gegründet von Mosche Jaalon, ehemaliger Generalstabschef sowie Likud-Politiker und Verteidigungsminister. Dasselbe Akronym, das damals allerdings für תנועה להתחדשות ממלכתית‎ – Tnua'a LeHitchadschut Mamlachtit (Bewegung für die Staatserneuerung) stand, hatte eine von Mosche Dajan gegründete Partei in den 1980er Jahren.

Chosen LeJisra’el vereinbarte für die Wahl im April 2019 zunächst ein Bündnis mit Telem. Am 21. Februar 2019, dem letzten Tag zur Einreichung von Listen für die Knessetwahl, verständigten sie sich mit Jesch Atid auf eine gemeinsame Liste in der politischen Mitte mit dem Namen Kachol Lavan („Blau Weiß“) in Anlehnung an die israelischen Nationalfarben. Gantz erhielt Listenplatz 1, Lapid Platz 2 und Jaalon Platz 3. Im Falle eines Wahlsieges sollen sich Gantz und Lapid als Ministerpräsidenten abwechseln. Platz 4 erhielt der keiner dieser Parteien angehörende ehemalige Generalstabschef Gabi Aschkenasi.
Bei der Wahl im September 2019 traten Jesch Atid, Chosen LeJisra’el und Telem erneut mit einer gemeinsamen Liste mit dem Namen Kachol Lavan an. Auch wurde daran festgehalten, dass im Falle des Wahlsieges Benny Gantz für zwei Jahre und acht Monate Ministerpräsident werden soll und anschließend durch Lapid ersetzt wird.

### Spaltung
Wegen der Absicht von Benny Gantz, in eine Regierung unter Führung von Benjamin Netanjahu einzutreten, kam es am 29. März 2020 zur Spaltung der Kachol-Lavan-Fraktion in der Knesset. 13 Abgeordnete von Jesch Atid und drei Telem-Abgeordnete bildeten eine Fraktion mit 16 Sitzen unter dem Namen Jesch Atid-Telem. Diese lehnt eine Zusammenarbeit mit Netanjahu ab. Die Fraktion der 15 Abgeordneten von Chosen LeJisra’el behielt den Namen Kachol Lavan und tritt unter diesem Namen auch bei der Knessetwahl 2021 an. Zwei der vormals fünf Abgeordneten von Telem gründeten eine Fraktion unter dem Namen Derech Eretz.

### Wahlen
Bei der Knessetwahl am 9. April 2019 erhielt die Liste Kachol Lavan mit 26,1 % die zweitmeisten Stimmen knapp hinter dem Likud (26,5 %) und erreichte wie dieser 35 der 120 Sitze.
Bei der Neuwahl der Knesset am 17. September 2019 erreichte Kachol Lavan mit 25,9 % die meisten Stimmen und 33 der insgesamt 120 Sitze, knapp vor dem Likud (25,1 % und 32 Sitze).
Bei der Knessetwahl im März 2020 erreichte Kachol Lavan 26,6 % der Stimmen und behielt seine 33 Parlamentssitze, wurde aber nur noch zweitstärkste Kraft hinter dem Likud (29,4 % und 36 Sitze).
Nach dem Zerfall des Bündnisses trat Chosen LeJisra’el bei der Knessetwahl im März 2021 unter dem Namen Kachol Lavan an und errang mit einem Stimmenanteil von 6,6 % acht Sitze.

## Inhalte
Kachol Lavan wollte mit den Palästinensern über eine Friedenslösung verhandeln, bekannte sich aber nicht zu einer Zweistaatenlösung und wollte die israelische Herrschaft über das Jordantal sowie die größeren Siedlungsblöcke im Westjordanland beibehalten. Als unverhandelbar wurden der Status Jerusalems und der Golanhöhen angesehen.
Nach dem Wahlprogramm sollte der jüdische Charakter Israels bewahrt werden, während eine Reihe von Forderungen erhoben wurden, die in Widerspruch zum ultraorthodoxen Judentum standen. Unter anderem sollten die von den ultraorthodoxen Parteien durchgesetzten Verbote des öffentlichen Personenverkehrs und der Öffnung von Geschäften am Sabbat aufgehoben werden.